# Asaccus barani
Asaccus barani — вид геконоподібних ящірок родини Phyllodactylidae. Ендемік Туреччини. Описаний у 2011 році. Вид названий на честь турецького герпетолога Ібрагіма Барана.

## Опис
Тіло (не враховуючи хвоста) сягає 34-56 мм завдовжки.

## Поширення та екологія
Вид поширений на південному заході Анатолії. Типова місцевість знаходиться поблизу міста Харран в провінції Шанлиурфа, на висоті 380-390 м над рівнем моря.